# Älvan
Älvan är en småort i Älvestads socken i Motala kommun belägen cirka 3 km utanför Fornåsa.

## Historia
Samhället var tidigare mer sammankopplat med resten av länet genom Mellersta Östergötlands järnväg. Järnvägen avvecklades på 1960-talet och är ersatt med länsvägen E 1050. Det gamla stationshuset finns kvar men är dock ombyggt till bostadshus.

### Befolkningsutveckling
| Befolkningsutvecklingen i Älvan 1960–2020     | Befolkningsutvecklingen i Älvan 1960–2020 | Befolkningsutvecklingen i Älvan 1960–2020 | Befolkningsutvecklingen i Älvan 1960–2020 | Befolkningsutvecklingen i Älvan 1960–2020 |
| --------------------------------------------- | ----------------------------------------- | ----------------------------------------- | ----------------------------------------- | ----------------------------------------- |
|                                               |                                           |                                           |                                           |                                           |
| År                                            |                                           |                                           | Folkmängd                                 | Areal (ha)                                |
| 1960                                          | 1960                                      |                                           | 203                                       |                                           |
| 1990                                          | 1990                                      |                                           | 133                                       | 31#                                       |
| 1995                                          | 1995                                      |                                           | 130                                       | 37#                                       |
| 2000                                          | 2000                                      |                                           | 128                                       | 37#                                       |
| 2005                                          | 2005                                      |                                           | 119                                       | 39#                                       |
| 2010                                          | 2010                                      |                                           | 129                                       | 38#                                       |
| 2015                                          | 2015                                      |                                           | 137                                       | 48#                                       |
| 2020                                          | 2020                                      |                                           | 143                                       | 51#                                       |
| Anm.: Upphörde som tätort 1965. # Som småort. |                                           |                                           |                                           |                                           |